# Trichotichnus orientalis
Trichotichnus orientalis is een keversoort uit de familie loopkevers (Carabidae). De wetenschappelijke naam van de soort is voor het eerst geldig gepubliceerd in 1845 door Hope.